# ناگهان، یک روز
ناگهان، یک روز (به هندی: Ek Din Achanak) فیلمی محصول سال ۱۹۸۹ و به کارگردانی مرینال سن است. در این فیلم بازیگرانی همچون شریرام لاگو، شبانه اعظمی، آنیل چاترجی، آپارنا سن، روپا گانگولی ایفای نقش کرده‌اند.